# Meaghan Benfeito
Meaghan Benfeito (Montréal, 2 marzo 1989) è una tuffatrice canadese, vincitrice di numerose medaglie mondiali e olimpiche dalla piattaforma, individuali o nel sincro con Roseline Filion.
È allenata dal cubano Arturo Miranda e dal cinese Yihua Li.

## Palmarès
- Giochi olimpici

Londra 2012: bronzo nel sincro 10m.
Rio de Janeiro 2016: bronzo nel sincro 10m e nella piattaforma 10m.
- Mondiali

Montréal 2005: bronzo nel sincro 10m.
Barcellona 2013: argento nel sincro 10m.
Kazan 2015: argento nel sincro 10m e nel sincro 10m misti.
- Giochi panamericani

Rio de Janeiro 2007: bronzo nel sincro 3m.
Guadalajara 2011: argento nel sincro 10m e bronzo nella piattaforma 10m.
Toronto 2015: oro nel sincro 10m e bronzo nella piattaforma 10m.
- Giochi del Commonwealth

Melbourne 2006: bronzo nel sincro 10m.
Glasgow 2014: oro nella piattaforma 10m e nel sincro 10m.
- Vincitrice della Coppa del Mondo del sincro 10m nel 2021